# Заречье (Киржачский район)
Заре́чье — село в Киржачском районе Владимирской области России. Входит в состав Филипповского сельского поселения.

## География
Село расположено на крайнем западе области, на левом берегу реки Шерны. По реке проходит граница с Московской областью. Находится в 23 км к юго-западу от Киржача, в 110 км к западу от Владимира, в 18 км к северо-востоку от Ногинска и в 54 км от МКАД. Ближайший населённый пункт к МКАД, расположенный за пределами Московской области. Село окружено заливными лугами.

## История
Впервые упоминается в XVII веке. В XIX веке было крупным центром шелкоткачества и плотницкого дела.
В XIX веке — начале XX века село входило в состав Филипповской волости Покровского уезда Владимирской губернии.
С 1870 года здесь располагалось шёлково-красильное заведение крестьянина Павла Семёновича Мешкова. По данным за 1900 год в заведении работало 6 рабочих.
Шёлково-ткацкие фабрики:
- крестьянина Андрея Дмитриевича Саляина. Открыта в 1895 году. По данным на 1900 год на фабрике работало 9 рабочих[3];
- крестьянина Егора Тихоновича Яшухина. Открыта в 1865 году. По данным на 1900 год на фабрике работало 80 рабочих[3];
- крестьянина Петра Егоровича Барышева. Открыта в 1890 году. По данным на 1900 год на фабрике работало 11 рабочих[3];
- крестьянина Василия Семёновича Барабошкина. Открыта в 1870 году. По данным на 1900 год на фабрике работало 50 рабочих[3];
- крестьянина Фёдора Васильевича Жукова. Открыта в 1840 году. По данным на 1900 год на фабрике работало 27 рабочих[3];
- крестьянина Михаила Анисимовича Давыдова. Открыта в 1870 году. По данным на 1900 год на фабрике работало 26 рабочих[3];
- крестьянина Алексея Александровича Барашкова. Открыта в 1888 году. По данным на 1900 год на фабрике работало 58 рабочих[3];
- крестьянина Тимофея Александровича Барашкова. Открыта в 1870 году. По данным на 1900 год на фабрике работало 16 рабочих[3];
- крестьянина Алексея Егоровича Думнова. Открыта в 1870 году. По данным на 1900 год на фабрике работало 88 рабочих[3]. В начале 2000-х годов дом фабрикантов Думновых был отреставрирован потомками и там был открыт музей. В 2009 году дом сгорел, но позже восстановлен[4].
- крестьянина Якова Филипповича Циркова. Открыта в 1883 году. По данным на 1900 год на фабрике работало 16 рабочих[3];
- крестьянина Кира Никитича Березина. Открыта в 1870 году. По данным на 1900 год на фабрике работало 6 рабочих[3];
- крестьянина Ивана Никитича Кондрашина. Открыта в 1880 году. По данным на 1900 год на фабрике работало 7 рабочих[3];

## Население
| 1859 | 1897  | 1905  | 1926  | 1959 | 1970 | 1979 |
| ---- | ----- | ----- | ----- | ---- | ---- | ---- |
| 678  | ↗1402 | ↗1577 | ↘1566 | ↘910 | ↘687 | ↘414 |
| 1983 | 2002  | 2006  | 2010  | 2021 |      |      |
| ↘368 | ↘307  | ↘269  | ↗292  | ↗334 |      |      |

## Достопримечательности
Поблизости сохраняется целый комплекс археологических памятников: три неолитических поселения (III-II тыс. до н. э.), две стоянки бронзового века (II тыс. до н. э.) и древнерусское селище (XII-XIII вв).
В настоящее время в селе сохранился храм Казанской иконы Божией Матери постройки 1881-1889 годов.